# Lewis Burwell Puller
El tinent general Lewis Burwell "Chesty" Puller (26 de juny de 1898 – 11 d'octubre de 1971) va ser un oficial del Cos de Marines dels Estats Units. Puller és el U.S. Marine més condecorat de la història, i l'únic Marine que va rebre cinc Creus de la Marina.
Durant la seva carrera, lluita en guerrilles a Haití i Nicaragua, i participà en diverses de les batalles més sagnants de la guerra del Pacífic durant la Segona Guerra Mundial i de la Guerra de Corea. Puller es retirà del Cos de Marines el 1955, passant la resta de la seva vida a la seva Virgínia natal.

## Biografia
Puller va néixer a West Point, Virgínia, fill de Matthew i Martha Puller. El seu pare era un comerciant que va morir quan Lewis només tenia 10 anys, deixant-lo com a cap de la família. Puller va créixer escoltant les històries dels veterans de la Guerra Civil i idolatrant Thomas "Stonewall" Jackson. Va voler allistar-se a l'exèrcit per lluitar a Mèxic el 1916, però era massa jove i no va aconseguir el permís matern.
L'any següent, Puller assistí a l'Institut Militar de Virgínia, però l'abandonà al final del primer any mentre que la I Guerra Mundial encara estava en curs, dient que volia anar allà on eren els canons. Inspirat pel 5è de Marines a Belleau Wood, s'allistà al Cos de Marines com a soldat ras i assistí al campament a Parris Island, Carolina del Sud.
Tot i que no arribà a entrar en acció durant la guerra, el Cos anava creixent, i poc després de graduar-se assistí a l'acadèmia de sots-oficials i a l'Acadèmia d'Entrenament d'Oficials de Quantico, Virginia. Després de graduar-se com a oficial el 16 de juny de 1919, Puller va ser nomenat tinent de 2a a la reserva, però, a causa de la reducció del cos després de la guerra, va passar a estat inactiu deu dies després amb rang de caporal.

### Anys d'entreguerres
Com a caporal, Puller rebé ordres per servir a la Gendarmerie d'Haiti com a tinent, entrant en acció a Haití. Mentre que els Estats Units treballaven sota un tractat amb Haití, participà en almenys 40 combats durant els 5 anys següents contra els rebels Caco i intentà tornar a obtenir el seu rang d'oficial en dues ocasions. El 1922 serví com a ajudant del General Alexander Vandegrift, futur Comandant del Cos de Marines.
El 26 de març de 1924, Puller tornà als Estats Units i finalment tornà a ser nomenat tinent (número de servei 03158), després de completar destins a les Casernes dels Marines a Norfolk, Virginia, l'Acadèmia Bàsica a Quantico, Virginia i amb el 10è Regiment d'Artilleria dels Marines a Quantico, Virginia. Va ser destinat a la guarnició de Marines a Pearl Harbor, Hawaii, el juliol de 1926 i a San Diego, Califòrnia, el 1928.
El desembre de 1928, Puller va ser destinat al destacament de la Guardia Nacional a Nicaragua, on guanyà la seva primera Creu de la Marina per les seves accions entre el 16 de febrer i el 29 d'agost de 1930, quan comandà amb èxit 5 enfrontaments contra forces superiors de bandits armats. Tornà als Estats Units al juliol de 1931 i completà el curs d'un any de duració per a Oficials de Companyia a Fort Benning, Georgia, per tornar a Nicaragua entre el 20 de setembre i l'1 d'octubre de 1932, guanyant una segona Creu de la Marina.
Després del seu servei a Nicaragua, Puller va ser destinat al destacament de Marines a la legació americana a Beijing, Xina, comandant una unitat de Marines Xinesos. Llavors va ser destinat per a servir a bord de l'USS Augusta (CA-31), un creuer de la Flota Asiàtica comandat pel llavors capità Chester W. Nimitz. Puller tornà als Estats Units al juny de 1936 com a instructor a l'Escola Bàsica a Filadèlfia.
Al maig de 1939 tornà a l'Augusta com a comandant del destacament de Marines d'abord, i llavors de tornada a la Xina, desembarcant a Shanghai al maig de 1940 per servir com a oficial executiu del 2n Batalló 4t Marines. Posteriorment serviria com a oficial comandant.

### Segona Guerra Mundial

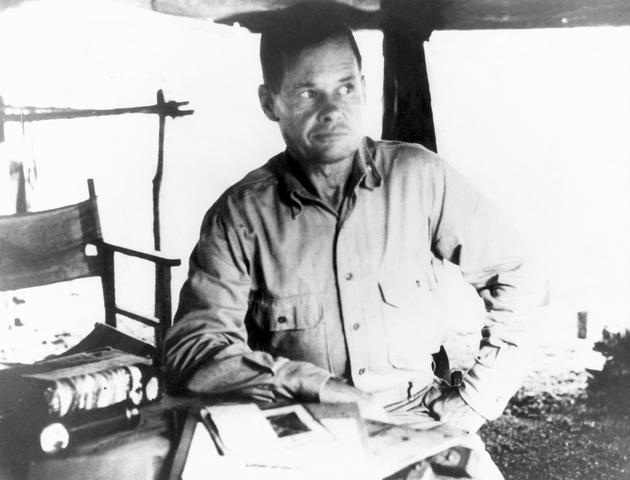
Puller a Guadalcanal, setembre de 1942

El Major Puller tornà als Estats Units el 28 d'agost de 1941. Després d'un breu permís, va rebre el comandament del 1r Batalló, 7è Marines (conegut com a 1/7) de la 1a Divisió de Marines, destinada a New River, Carolina del Nord, la nova base amfíbia dels Marines, que poc després seria batejada amb el nom del 13è Comandant del Cos, John A. Lejeune, MCB Camp Lejeune, Carolina del Nord. Des de l'inici al teatre del Pacífic, el 7è de Marines formà el nucli de la nova 3a Brigada de Marines, arribant per defensar Samoa el 8 de maig de 1942. Posteriorment seria destinada a part de la brigada i, el 4 de setembre de 1942, abandonà Samoa per tornar a la 1a Divisió a Guadalcanal el 8 de setembre de 1942.
Poc després d'arribar a Guadalcanal, Puller comandà el seu batalló en una ferotge acció pel Matanikau, durant la qual el ràpid pensament de Puller salvà 3 de les seves companyies de ser anihilades. Durant l'acció, aquestes companyies van quedar envoltades i aïllades per una força japonesa molt superior. Puller va córrer cap a la platja, va fer senyals a un destructor de la Marina, el USS Monssen, i llavors el dirigí per tenir foc de suport mentre que les llanxes de desembarcament rescataven els seus homes de la seva precària posició. Per aquestes accions se li concedí una Estrella de Bronze.
Posteriorment, durant la batalla de Guadalcanal, Puller guanyà la seva tercera Creu de la Marina, en el que posteriorment s'ha conegut com la batalla de l'aeròdrom Henderson, durant la qual el batalló 1/7 era l'única unitat americana que defensava l'aeròdrom contra tot un regiment japonès. Durant un tiroteig la nit del 24-25 d'octubre de 1942, que s'estengué unes 3 hores, el 1/7 va patir unes 70 baixes, mentre que els japonesos van tenir uns 1.400 morts en acció; i el batalló aconseguí retenir l'aeròdrom. Mentre va ser a Guadalcanal, Puller va ser ferit per franctiradors en dues ocasions i per metralla en 3 llocs diferents, motiu pel qual va ser condecorat amb el Cor Porpra.
Després d'aquesta acció, Puller va ser fet oficial executiu del 7è Regiment de Marines. Mentre que servia en aquest càrrec al cap Gloucester, Puller guanyà la seva quarta Creu de la marina per l'extraordinària realització del deure entre el 26 de desembre de 1943 i el 19 de gener de 1944. Durant aquest període, quan els comandants de batalló del 3r Batalló, 7è Marines i, després, 3r Batalló, 5è Marines, es trobaven sota un intens foc de metralladores i de morter, va reorganitzar de manera experta el batalló i llançà un atac d'èxit contra les ben fortificades posicions defensives japoneses. Va ser promogut a coronel l'1 de febrer de 1944, i a final de mes, va ser nomenat comandant del 1r Regiment de Marines. El Coronel Puller comandaria el 1r de Marines durant la llarga batalla de Peleliu, una de les batalles més sagnants de la història dels Marines, durant setembre i octubre de 1944, acció on va ser condecorat amb la seva primera Legió del Mèrit. Durant l'estiu de 1944, el germà petit de Puller, Samuel D. Puller, oficial executiu del 4t Regiment de Marines, va ser mort per un franctirador a Guam.
Puller tornà als Estats Units al novembre de 1944, sent nomenat oficial executiu del Regiment d'Entrenament d'Infanteria a Camp Lejeune i, dues setmanes després, oficial executiu. Després de la guerra, va ser nomenat Director del 8è Districte de Reserva a Nova Orleans, Louisiana, i després comandaria la guarnició de Marines a Pearl Harbor.

### Guerra de Corea

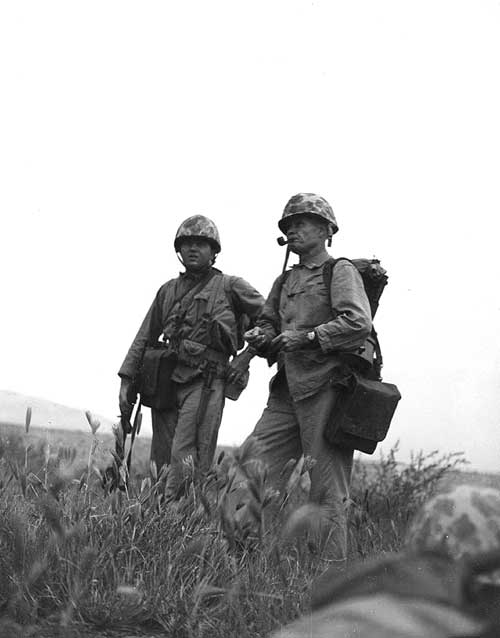
El Coronel Puller estudia el terreny durant la Guerra de Corea

Amb l'esclat de la Guerra de Corea, Puller va ser destinat de nou com a comandant del 1r Regiment de Marines, amb el qual desembarcà a Inchon el 15 de setembre de 1950, guanyant la seva Estrella de Plata. Pel seu lideratge entre el 15 de setembre i el 2 de novembre se li va concedir la seva segona Legió del Mèrit. L'Exèrcit li concedí la Creu del Servei Distingit per les accions entre el 29 de novembre i el 5 de desembre del mateix any, i rebé la seva cinquena Creu de la Marina per l'acció entre el 5 i el 10 de desembre a la batalla de la Presa Chosin. Va ser durant aquesta batalla quan va dir allò de Hem estat buscant l'enemic durant algun temps. Per fi l'hem trobat. Ens han envoltat. Això simplifica les coses.
El gener de 1951, Puller va ser promogut a general de brigada i nomenat adjunt al comandant de la 1a divisió de Marines. El 24 de febrer, això no obstant, el seu immediat superior, el Major General O. P. Smith va ser nomenat comandant del X Cos quan el seu comandant, el Major General Bryant Moore, morí. Smith posà temporalment a Puller al comandament de la seva estimada 1a Divisió de Marines. Puller serviria com adjunt al comandant de la divisió fins a completar la seva estada a Corea, tornant als Estats Units al maig de 1951.
El General Puller va ser promocionat posteriorment a major general i a tinent general, servint en diversos destins fins al seu retir a causa de motius de salut l'1 de novembre de 1955.

### Darrers anys
Els Marines sovint es queixen que Chesty Puller mai no va ser condecorat amb la Medalla d'Honor a causa de la pressió exercida pels oficials de l'Exèrcit i fins i tot del mateix President Eisenhower. Els Marines diuen que els oficials superiors de l'Exèrcit odiaven Puller a causa de la rivalitat entre serveis i per gelosia, així com per comentaris de Puller fets sobre unitats de l'exèrcit que creia que no havien lluitat admirablement durant la fugida de Chosin durant la Guerra de Corea.

En les primeres etapes de la guerra, Puller ordenà als Marines que recollissin tot l'equipament de l'Exèrcit abandonat pels soldats en retirada i que el posessin en bon estat d'ús. Posteriorment li va dir a un coronel de l'Exèrcit que demanava el retorn de l'equipament 
| « | Tot té els distintius del USMC i si el vol recuperar, haurà de ser per sobre meu | » |

L'equipament seguí en possessió dels Marines.
Per fer més gran la teoria de la conspiració, està el fet que quan Puller es desmaià a causa de la calor mentre que inspeccionava una formació de marines el 1955, el Departament de Defensa li ordenà que realitzés proves cardíaques a l'Hospital de l'Exèrcit Walter Reed, en canvi de l'hospital Naval Bethesda. Bethesda és una instal·lació de la Marina, amb personal mèdic de la Marina, i que històricament havia tractat principalment personal naval (personal dels Marines, de la Marina i dels Guarda Costes). El motiu oficial va ser que el Walter Reed tenia un millor servei de diagnòstic cardíac. Les seves instal·lacions van ser molt expandides durant la presidència d'Eisenhower, qui com a President i General de cinc estrelles preferia ser atès a una instal·lació de l'Exèrcit. Puller creia que simplement era un pretext per desfer-se d'ell, insistint que només s'havia desmaiat per la calor.
Després d'una sèrie de proves cardíaques al Walter Reed, els cardiòlegs de l'Exèrcit van trobar-li un cor afeblit. Se li ordenà un retir mèdic involuntari, evitant que fos un possible candidat futur al càrrec de Comandant del Cos de Marines. Se li denegaren les apel·lacions fetes pels canals mèdics de la Marina a tenir una exempció mèdica per poder continuar al servei actiu.
Puller i la seva dona es retiraren a una tranquil·la vida a la Virgínia rural. Tots els Marines que passaven per allà o el visitaven eren benvinguts i li encantava parlar amb ells sobre el Cos de Marines. Una visita a Chesty Puller a casa seva era considerat com un pelegrinatge per molts Marines, joves i grans, i especialment entre aquells que havien servit a les seves ordres.
El 1965, Puller demanà tornar a ser admès al Cos de Marines per entrar en acció a la guerra de Vietnam, però la seva petició va ser denegada fonamentant-se en la seva edat.
Puller va morir a Saluda, Virgínia als 73 anys, i enterrat al cementiri de Christchurch, Virginia. Virgínia, la seva vídua, morí el 2006 als 97 anys i està enterrada al seu costat.

### Família
El fill de Puller, Lewis Burwell Puller, Jr. (generalment conegut com a "Lewis Puller") va ser un tinent dels Marines altament condecorat a Vietnam. Mentre que servia amb el 2n Batalló del 1r de Marines va quedar greument ferit per l'explosió d'una mina, perdent totes dues cames i parts de les mans. Anà a l'acadèmia de lleis i esdevingué fiscal del Departament de Defensa. Lewis Puller realitzà una campanya sense èxit pel Congrés, i posteriorment admetria la seva amargor per perdre la seva candidatura a candidat Demòcrata davant el posteriorment Senador Paul Tribble. El seu llibre "Fortunate Son" explicava la seva vida com el fill del Marine més condecorat de la història, la seva estada a Vietnam i la seva lluita després de la guerra. Se suïcidà el 1994 i va ser enterrat amb honors militars.
El General Puller va ser sogre del coronel William H. Dabney, un graduat VMI, qui, com a capità, rebé la Creu de la Marina pel seu lideratge com a comandant de dues companyies de fusellers del 3r Batalló, 26è de Marines, entre el 21 de gener i el 14 d'abril de 1968. Durant aquest període, la força del coronel Dabney defensà el Turó 881S, un punt vital per la defensa de la Base de Combat Khe Sanh durant un setge de 77 dies. A més, Puller era cosí llunyà d'un altre general altament condecorat, el General George Smith Patton.

## Condecoracions i honors
Puller va ser el Marine més condecorat del Cos de Marines en tota la història, rebent la Creu de la Marina (la condecoració més alta de la Marina i del Cos de Marines) fins a 5 vegades (sent el segon en assolir-ho, després del comandant de submarins Roy M. Davenport). Amb cinc Creus de la Marina i una Creu del Servei Distingit, la màxima condecoració de l'Exèrcit, Puller rebé la segona màxima condecoració militar de la nació fins a sis vegades.
- Creu de la Marina amb 4 Estrelles d'Or
- Creu del Servei Distingit
- Estrella de Plata
- Legió del Mèrit amb 1 Estrella i Distinció de Valor
- Estrella de Bronze amb Distinció de Valor
- Cor Porpra
- Medalla de l'Aire amb 4 Estrelles
- Citació Presidencial d'Unitat de la Marina i el Cos de Marines amb 4 Estrelles
- Medalla de bona conducta del Cos de Marines amb 1 Estrella
- Medalla Expedicionària del Cos de Marines amb 1 Estrella
- Medalla de la Victòria a la I Guerra Mundial amb barra Índies Occidentals
- Medalla de la Campanya d'Haití
- Medalla de la Campanya de Nicaragua
- Medalla del Servei a la Xina
- Medalla del Servei de Defensa Americana
- Medalla de la Campanya Americana
- Medalla de la Campanya Asiàtica-Pacífica amb 4 Estrelles d'Or
- Medalla de la Victòria a la II Guerra Mundial
- Medalla del Servei a Corea amb 5 Estrelles d'Or
- Medalla Militar d'Haití
- Medalla Presidencial de Nicaragua amb Diploma
- Creu al Valor amb Diploma de Nicaragua
- Orde del Merit Militar, Medalla del Cordó Eulji
- Orde del Núvol i Bandera xinesa
- Citació Presidencial Coreana
- Medalla de les Nacions Unides pel Servei a Corea

La fragata Lewis B. Puller (FFG-23) va ser batejada així en honor seu.
El Quarter General del 2n Equip de la Flota de Seguretat Antiterrorista de l'Estació Armamentística Naval de Yorktown de Yorktown, Virginia va ser nomenada en honor seu.
El 10 de novembre de 2005, el Servei Postal dels Estats Units va llançar una sèrie de segells dedicada a Marines Distingits, entre els quals apareixia Puller.

### Chesty Puller a la cultura del Cos de Marines
La mascota del Cos de Marines es diu perpètuament "Chesty Pullerton". Sempre es tracta d'un Bulldog anglès.
Chesty Puller resta com una figura coneguda del folklore del Cos de Marines, amb històries reals i exagerades explicades constantment.
Una locució habitual al camp d'entrenament dels Marines és acabar el dia dient "Bona nit, Chesty Puller, allà on estiguis!"
Al camp d'entrenament i a l'Acadèmia d'Oficials dels Marines, els Marines canten "Vaig ser bo per a Chesty Puller / I és prou bo per mi", amb Chesty Puller simbolitzant l'esprit de corps dels Marines.
Chesty Puller és admirat pels reclutes per les seves accions. Sempre insistia en el bon equipament i en la disciplina: en una ocasió va dir a un tinent de 2a que havia ordenat a un recluta saludar-lo 100 vegades per no haver-ho fet. Chesty li va dir al tinent: Té tota la raó en fer-lo saludar 100 vegades, tinent, però vostè sap que un oficial ha de tornar totes les salutacions que rep. Ara torni-se-les totes.

### En la cultura popular
A la mini-sèrie de la HBO The Pacific, Puller és interpretat per William Sadler.